# Wioślarstwo na Letnich Igrzyskach Olimpijskich 1900 – czwórka ze sternikiem
Wyścig czwórek ze sternikiem mężczyzn był jedną z konkurencji wioślarskich rozgrywanych podczas II Igrzysk Olimpijskich w Paryżu.
Zawody rozegrano w dniach 25–27 sierpnia 1900 r. w Paryżu. Rywalizowało pięćdziesięciu zawodników z pięciu krajów.
W tej konkurencji było wiele kontrowersji. Początkowo do finału miały awansować: najlepsza osada z każdego półfinału i druga osada z trzeciego, ponieważ w trzecim półfinale rywalizowały cztery osady. Jednak po protestach przegranych drużyn z drugiego i trzeciego półfinału, które uzyskały lepsze czasy niż zakwalifikowani w pierwszym półfinale, zasady awansu zmieniono. W tej konkurencji rozegrano dwa osobne finały olimpijskie, w których wygrały różne drużyny, a zwycięzcy każdego z finałów uznawani są za mistrzów olimpijskich.

## Półfinały

### Półfinał 1
| Poz. | Drużyna                     | Kraj                 | Zawodnicy                                                                                           | Wynik  | Uwagi |
| ---- | --------------------------- | -------------------- | --------------------------------------------------------------------------------------------------- | ------ | ----- |
| 1.   | Ludwigshafener Ruder Verein | Cesarstwo Niemieckie | Ernst Felle Otto Fickeisen Carl Lehle Hermann Wilker Franz Kröwerath                                | 6:14,0 | QB    |
| 2.   | Réal Club Barcelona         | Hiszpania            | Juan Camps Mas José Fórmica Corsi Ricardo Margarit Calvet Orestes Quintana y Vigo Antonio Vela Vivó | 6:38,4 |       |
| 3.   | Club Nautique de Français   | Francja              | René Beslaud Léon Deslinières Peyronnie Saurel Nieznany sternik                                     | 6:40,0 |       |

### Półfinał 2
| Poz. | Drużyna                      | Kraj     | Zawodnicy                                                                        | Wynik  | Uwagi |
| ---- | ---------------------------- | -------- | -------------------------------------------------------------------------------- | ------ | ----- |
| 1.   | Minerva Amsterdam            | Holandia | Coenraad Hiebendaal Geert Lotsij Paul Lotsij Johannes Terwogt Hermanus Brockmann | 6:02,0 | QB    |
| 2.   | Club Nautique de Lyon        | Francja  | Georges Lumpp Charles Perrin Daniel Soubeyran Émile Wegelin Nieznany sternik     | 6:06,2 | QA    |
| –    | Société Nautique de la Marne | Francja  | Paul Cocuet Jules Demaré Clément Dorlia Maxime Waleff Nieznany sternik           | DNS    |       |

### Półfinał 3
| Poz. | Drużyna                      | Kraj                 | Zawodnicy                                                                    | Wynik  | Uwagi |
| ---- | ---------------------------- | -------------------- | ---------------------------------------------------------------------------- | ------ | ----- |
| 1.   | Germania Ruder Club, Hamburg | Cesarstwo Niemieckie | Gustav Goßler Oscar Goßler Walther Katzenstein Waldemar Tietgens Carl Goßler | 5:56,2 | QB    |
| 2.   | Cercle de l’Aviron Roubaix   | Francja              | Henri Bouckaert Jean Cau Émile Delchambre Henri Hazebrouck Charlot           | 5:59,0 | QA    |
| 3.   | Favorite Hammonia            | Cesarstwo Niemieckie | Wilhelm Carstens Julius Körner Adolf Möller Hugo Rüster Gustav-Adolf Moths   | 6:03,0 | QA    |
| 4.   | Club Nautique de Dieppe      | Francja              | Angot Henri Delabarre Robert Gelée Maison Nieznany sternik                   | 6:20,0 |       |

## Finały

### Finał A
| Poz.   | Drużyna                    | Kraj                 | Zawodnicy                                                                    | Wynik  | Uwagi |
| ------ | -------------------------- | -------------------- | ---------------------------------------------------------------------------- | ------ | ----- |
| złoto  | Cercle de l’Aviron Roubaix | Francja              | Henri Bouckaert Jean Cau Émile Delchambre Henri Hazebrouck Charlot           | 7:11,0 |       |
| srebro | Club Nautique de Lyon      | Francja              | Georges Lumpp Charles Perrin Daniel Soubeyran Émile Wegelin Nieznany sternik | 7:18,0 |       |
| brąz   | Favorite Hammonia          | Cesarstwo Niemieckie | Wilhelm Carstens Julius Körner Adolf Möller Hugo Rüster Max Ammermann        | 7:18,2 |       |

### Finał B
| Poz.   | Drużyna                      | Kraj                 | Zawodnicy                                                                        | Wynik  | Uwagi |
| ------ | ---------------------------- | -------------------- | -------------------------------------------------------------------------------- | ------ | ----- |
| złoto  | Germania Ruder Club, Hamburg | Cesarstwo Niemieckie | Gustav Goßler Oscar Goßler Walther Katzenstein Waldemar Tietgens Carl Goßler     | 5:59,0 |       |
| srebro | Minerva Amsterdam            | Holandia             | Coenraad Hiebendaal Geert Lotsij Paul Lotsij Johannes Terwogt Hermanus Brockmann | 6:03,0 |       |
| brąz   | Ludwigshafener Ruder Verein  | Cesarstwo Niemieckie | Ernst Felle Otto Fickeisen Carl Lehle Hermann Wilker Franz Kröwerath             | 6:05,0 |       |